# Орора (Мисури)
Орора (енгл. Aurora) град је у америчкој савезној држави Мисури.

## Демографија
По попису из 2010. године број становника је 7.508, што је 494 (7,0%) становника више него 2000. године.
| Група             | 2000.         | 2010.         |
| Белци             | 6.654 (94,9%) | 6.744 (89,8%) |
| Афроамериканци    | 18 (0,3%)     | 25 (0,3%)     |
| Азијати           | 18 (0,3%)     | 13 (0,2%)     |
| Хиспаноамериканци | 190 (2,7%)    | 563 (7,5%)    |
| Укупно            | 7.014         | 7.508         |